# بو اکلند
بو اکلند (انگلیسی: Bo Ekelund؛ ۲۶ ژوئیه ۱۸۹۴ – ۱ آوریل ۱۹۸۳ (aged 88)) ورزشکار دو و میدانی اهل سوئد بود.
وی در مسابقات کشوری و بین‌المللی در مجموع برندهٔ ۱ مدال برنز شده‌است.